# Chicken
Chicken es una película dramática británica de 2015 dirigida por Joe Stephenson. Está basada en la obra homónima de Freddie Machin.

## Reparto
- Scott Chambers como Richard
- Morgan Watkins como Polly
- Yasmin Paige como Annabell
- Kirsty Besterman como la Sra. Rickson
- Stuart Keil como el Sr.Rickson
- Freddie Machin como propietario del depósito de chatarra
- Gina Bramhill como Tara
- Alf Raines como propietario de un pub
- Johnny Vercoutre como cliente de pub
- Adrian Bouchet como Bill
- Rose Williams como Lil
- Ben Mars como Kevin
- Michael Culkin como McClint
- Danny Steele como electricista
- Alex Murphy como el hombre ensangrentado

## Estreno
Chicken tuvo su estreno mundial el 27 de junio de 2015 en el Festival Internacional de Cine de Edimburgo. La película tuvo su estreno internacional en competencia en el Festival Internacional de Cine de Busan 2015, seguido de proyecciones en el Festival Internacional de Cine de New Hampshire, Festival de Cine de Giffoni, Festival Internacional de Cine Cine A La Vista, Festival de Cine Black Nights de Tallin, Schlingel, Festival Internacional de Cine y Festival Internacional de Cine de Dublín. Finalmente recibió un estreno limitado en cines en el Reino Unido el 20 de mayo de 2016.
Luego fue adquirida por MUBI UK y se estrenó en la televisión británica en Film4 en abril de 2017. Recibió su lanzamiento en DVD y Blu-ray por Network el 18 de septiembre de 2017.